# Erika Moulet
Erika Moulet (Nancy, 23 de enero de 1982) es una periodista y presentadora de televisión francesa.

## Biografía
Después de completar el primer año de Periodismo en el Instituto Superior de la Comunicación, la Prensa y Audiovisual, ingresa en la Escuela superior de periodismo de París, y posteriormente en el Instituto internacional de comunicación de París (dos años).
Estudió también filosofía en la Sorbona. Trabajó luego sucesivamente en Infosport, TFJ, France-Soir y finalmente en Europe 1 con Jean-Marc Morandini.
Durante unas prácticas como asistente de Harry Roselmack en LCI, llama la atención de la dirección y el canal la coloca entonces como presentadora, en abril de 2007. A partir de junio de 2008, presenta Top Story, el primer programa informativo de TV Breizh.
El 2 de enero de 2010 presentó un programa de testimonios, El Día que cambió mi vida, en TF1. Las audiencias no fueron buenas.
A partir de septiembre de 2009, presenta, con Christophe Beaugrand, el nuevo talk-show del canal LCI, El after news, en el cual hace un repaso a la actualidad de la semana y entrevista a una personalidad del mundo de la cultura o del espectáculo. El programa desaparece de la parrilla en septiembre de 2010. Sin embargo, su espacio de humor se mantuvo, pero en LCI Radio.
El 8 de mayo de 2010, dio a luz a su primer hijo, Kéandre, con el músico Bachar Khalifé, en el Hospital estadounidense de Neuilly; y en octubre de 2011 nació el segundo, Ernest.
Entre abril de 2007 y abril de 2014, presenta los telediarios de LCI.
En junio de 2014, copresenta junto a Emmanuel Levy, en el canal NRJ 12, Les People passent le bac.
A partir de febrero de 2015, presenta en NRJ 12 la revista Unique au monde.
A partir de septiembre de 2015, se une al equipo de cronistas del programa de televisión Touche pas à mon poste!, del canal D8.